# Джейн из Ясных Холмов
Джейн из Ясных Холмов — роман канадской писательницы Люси Мод Монтгомери, вышедший впервые в 1937 году. Книгу экранизировал в 1990 году режиссёр Кевин Салливан, известный по другим экранизациям книг писательницы: «Энн из Зелёных Мезонинов», «Дорога в Эйвонли».
В 2017 году издательство «ЭНАС» выпустило книгу «Джейн из Ясных Холмов» на русском языке в переводе Ирины Нечаевой.

## Создание
Монтгомери записала появившуюся идею романа 11 мая 1936 года, приступила к работе 21 августа и закончила последнюю главу 3 февраля 1937 года. К 25 февраля она перепечатала рукопись на печатной машинке, поскольку не могла нанять для этого машинистку. Роман посвящён кошке «JL».
Монтгомери написала этот роман в своём доме «Конец путешествия», окрестности которого повлияли на создание благоприятной обстановки для Джейн в Торонто. Эпизод со львом из 37 главы основан на реальном случае в Атлантической Канаде, о котором несколькими годами ранее (23 февраля 1938 года) Монтгомери упомянула в письме к ГБ МакМиллану.
17 апреля 1939 года писательница приступила к продолжению истории о Джейн, но так его и не закончила.

## Сюжет
Джейн Виктория Стюарт или просто Виктория, как называют её родные, живёт в Торонто (Канада) с мамой Робин, бабушкой и тётей. Джейн мечтает переехать от строгой, ворчливой бабушки, но понимает, что у матери не хватит силы воли оставить дом. Соседская девочка-сирота Джоди — единственная подруга Джейн.
Считавшая своего отца мёртвым, Джейн неожиданно узнаёт, что он живёт на острове принца Эдуарда и приглашает её погостить летом в своём доме «Ясные Холмы».
На острове Джейн встречает своего отца и тётку Ирэн, заводит дружбу с соседями. По возвращении домой Джейн менее восприимчива к колким замечаниям бабушки.
Девочка считает месяцы до новой встречи с отцом и друзьями на острове. Новым летом она переживает новые приключения. Например, она отправляется на поиски сбежавшего из цирка льва, а затем бесстрашно запирает его в сарае. Узнав из письма подруги, что Джоди скоро отправится в приют, Джейн убеждает сестёр Титус удочерить Джоди.
Джейн выясняет, что её бабушка однажды помешала примирению Робин и отца Джейн.
Из письма тётки Ирэн Джейн узнаёт, что отец едет в Бостон за разводом ради нового брака. Джейн одна спешит к отцу на остров за тысячи километров и узнаёт, что отец собирается в Бостоне издать книгу, а не жениться. От тяжёлой дороги и холода Джейн заболевает воспалением лёгких. Робин в ответ на письмо мужа, игнорируя приказы матери, торопится к больной дочери в «Ясные Холмы». Между супругами вновь разгорается любовь, а Джейн выздоравливает.

## Критика
В «The Independent» писали: «Некоторым эта героиня может показаться… слишком хорошей», а за «развитием её отношений с отцом-писателем, кто не повинуется старым порядкам бабушки, следить действительно интересно.».

## Экранизации
В 1990 году режиссёр Кевин Салливан снял фильм «Ясные Холмы», позже переведённый на французский и японский языки.